# Беркширская свинья

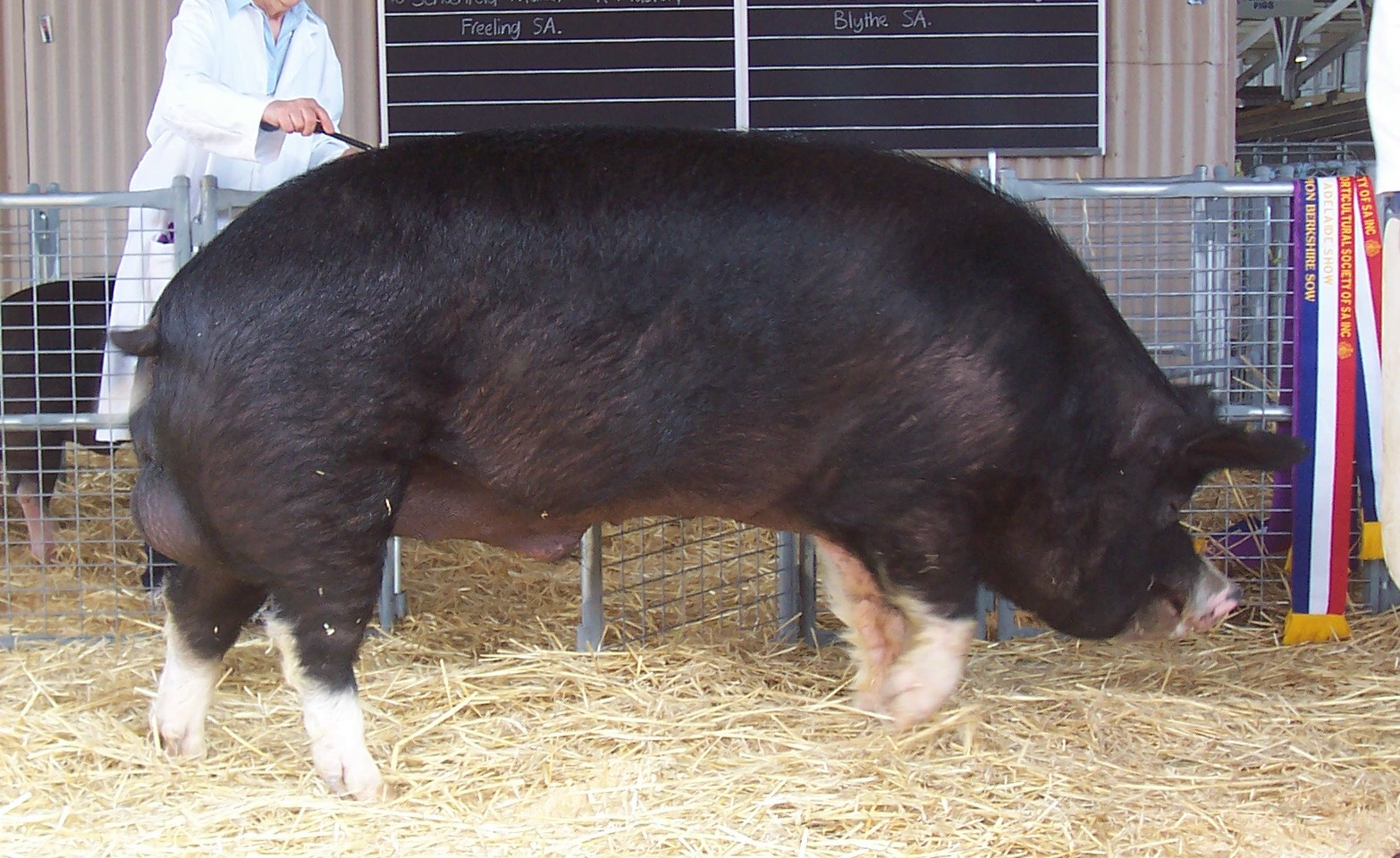
Беркширская свинья

Беркширская порода — скороспелая порода свиней. Выведена в середине XIX века в Беркширском графстве путем скрещивания местных позднеспелых крупных свиней со скороспелыми хряками неаполитанской, отчасти сиамской и китайской пород. Имеют широкую и ровную спину. Окорок достигает скакательного суставa крепких коротких ног. Живая масса 200—250 кг. Плодовитость — 8—9 поросят. 
Среднесуточные привесы молодняка составляют 600—700 г.

## В странах бывшего СССР
Разводятся в хозяйствах Центрального и Южного Казахстана. В России отсутствуют с 1970 года, однако беркширские свиньи применялись для выведения российских пород — ливенской, северокавказской, кемеровской.